# 山本空良
山本 空良（やまもと そら、2000年10月29日 - ）は、日本の男性総合格闘家。北海道札幌市出身。パワーオブドリーム所属。初代PFCフェザー級王者。初代Fighting NEXUSフェザー級王者。
父は元総合格闘家の山本喧一。

## 来歴
小学校5年生の時に父親・山本喧一のジムで総合格闘技を始める。中学生の頃から父がプロデューサーを務めるPFC（Pound 4 Pound Championship）に参戦し、2017年には16歳で初代フェザー級王座を獲得。

### アマチュアRIZIN
2017年12月29日、RIZINが開催した「RIZIN FF アマチュアMMA 2017」のフェザー級部門で優勝。プロデビューが決定した。

### プロデビュー、Fighting Nexus
2018年5月12日、プロデビュー戦となったSWAT!165にて須貝秋彦と対戦し、1Rに三角絞めによる一本勝ちを収めた。
2020年2月23日、Fighting NEXUS vol.19の初代フェザー級王者決定トーナメントAブロック1回戦にて上田厚志と対戦し、2Rに腕ひしぎ十字固めによる一本勝ちを収めた。
2021年4月4日、Fighting NEXUS vol.22の初代フェザー級王者決定トーナメント決勝戦にて須貝秋彦と再戦し、1Rに右ハイキックからのパウンドによるTKO勝ちを収め王座獲得に成功した。この試合の後、左肩の脱臼癖を治すために手術を受けた。

### RIZIN
2021年11月28日、RIZIN初出場となったRIZIN TRIGGER 1stにて鈴木千裕と対戦し、0-3の判定負けを喫した。
2022年2月23日、RIZIN TRIGGER 2ndで、のちのパンクラスフェザー級王者の新居すぐると対戦し、右フックでダウンを奪った後、追撃のパウンドにより1R35秒TKO勝ちを収めた。
2022年3月20日、RIZIN.34で元DEEPライト級王者の中村大介と対戦し、2-1の判定勝ち。
2022年5月8日、Fighting NEXUS vol.27のFighting Nexusフェザー級タイトルマッチにて挑戦者の寿希也と対戦し、2Rにリアネイキッドチョークによる一本勝ちを収め、王座の初防衛に成功した。
2022年7月2日、RIZIN.36でカイル・アグォンと対戦。2Rにアグォンのタックルに右アッパーを合わせた後、崩れたアグォンにパウンドや肘でダメージを与えて試合をリードし、3-0の判定勝ちを収めた。
2022年7月31日、白川陸斗の負傷欠場を受けてRIZIN.37でヴガール・ケラモフと対戦するも、0-3の判定負けを喫した。
2022年11月7日、Fighting NEXUS vol.29のFighting Nexusフェザー級タイトルマッチで挑戦者の横山武司と対戦し、難しい判定となるも2R 0-2（18-20、19-19、18-19）の判定負けを喫し、王座から陥落した。
2023年4月29日、RIZIN LANDMARK 5で金原正徳と対戦し、0-3の判定負けを喫した。また、試合3週間前の練習中に肋骨部分脇腹を負傷し病院で精密検査を行った結果、筋断裂と肋間筋挫傷と診断され、RIZINスタッフと相談した上で試合当日に応急処置としてブロック注射を打つよう嘆願し、寝技を封印して試合に出場。さらに試合中に右ストレートを放った際に右拳を骨折したことが試合翌日の父・喧一のnoteで明かされた。
2023年6月24日に出身地の札幌で開催のRIZIN.43に出場予定で、前戦で骨折した右拳を針金で修復手術するなどの処置を行ったが、怪我の回復が万全ではないと判断されたため欠場。
2024年4月29日、1年ぶりの復帰戦となったRIZIN.46でイルホム・ノジモフと対戦し、2RにグラウンドパンチでKO負けを喫し、自身のプロキャリア初となるKO負けとなった。

## 戦績

### プロ総合格闘技
| 総合格闘技 戦績 | 総合格闘技 戦績 | 総合格闘技 戦績 | 総合格闘技 戦績 | 総合格闘技 戦績 | 総合格闘技 戦績 | 総合格闘技 戦績 |
| --------------- | --------------- | --------------- | --------------- | --------------- | --------------- | --------------- |
| 21 試合         | (T)KO           | 一本            | 判定            | その他          | 引き分け        | 無効試合        |
| 12 勝           | 3               | 6               | 3               | 0               | 0               | 0               |
| 9 敗            | 1               | 0               | 8               | 0               | 0               | 0               |

| 勝敗 | 対戦相手           | 試合結果                             | 大会名                                                                     | 開催年月日     |
| ×    | 鈴木博昭           | 5分3R終了 判定0-3                    | RIZIN LANDMARK 11                                                          | 2025年6月14日  |
| ×    | イルホム・ノジモフ | 2R 3:39 TKO（グラウンドパンチ）      | RIZIN.46                                                                   | 2024年4月29日  |
| ×    | 金原正徳           | 5分3R終了 判定0-3                    | RIZIN LANDMARK 5                                                           | 2023年4月29日  |
| ×    | 横山武司           | 5分2R終了 判定0-2                    | Fighting NEXUS vol.29 【Fighting Nexusフェザー級タイトルマッチ】           | 2022年11月7日  |
| ×    | ヴガール・ケラモフ | 5分3R終了 判定0-3                    | RIZIN.37                                                                   | 2022年7月31日  |
| ○    | カイル・アグォン   | 5分3R終了 判定3-0                    | RIZIN.36                                                                   | 2022年7月2日   |
| ○    | 寿希也             | 2R 2:47 リアネイキッドチョーク       | Fighting NEXUS vol.27 【Fighting Nexusフェザー級タイトルマッチ】           | 2022年5月8日   |
| ○    | 中村大介           | 5分3R終了 判定2-1                    | RIZIN.34                                                                   | 2022年3月20日  |
| ○    | 新居すぐる         | 1R 0:35 TKO（右フック→パウンド）     | RIZIN TRIGGER 2nd                                                          | 2022年2月23日  |
| ×    | 鈴木千裕           | 5分3R終了 判定0-3                    | RIZIN TRIGGER 1st                                                          | 2021年11月28日 |
| ○    | 野尻定由           | 5分3R終了 判定3-0                    | Road to ONE: 5th Sexyama Edition                                           | 2021年10月5日  |
| ○    | 須貝秋彦           | 1R 0:40 TKO（右ハイキック→パウンド） | Fighting NEXUS vol.22 【初代フェザー級王者決定トーナメント決勝戦】         | 2021年4月4日   |
| ○    | 上田厚志           | 2R 3:05 腕ひしぎ十字固め             | Fighting NEXUS vol.19 【初代フェザー級王者決定トーナメントAブロック1回戦】 | 2020年2月23日  |
| ○    | 石田陸也           | 1R 3:44 TKO（グラウンドパンチ）      | Fighting NEXUS vol.18                                                      | 2019年11月24日 |
| ○    | 飛龍               | 1R 4:38 腕ひしぎ十字固め             | PFC.21                                                                     | 2019年7月28日  |
| ×    | 原口央             | 5分2R終了 判定0-3                    | ZST.64                                                                     | 2019年5月11日  |
| ○    | 寺田隆             | 1R 1:14 腕ひしぎ十字固め             | PFC.20                                                                     | 2019年4月7日   |
| ×    | 渡部拳士郎         | 5分2R終了 判定0-3                    | ZST.63                                                                     | 2019年1月29日  |
| ×    | 木下尚祐           | 5分2R終了 判定0-3                    | ZST.62                                                                     | 2018年10月29日 |
| ○    | 松本大輔           | 1R 2:54 フロントチョーク             | SWAT!166                                                                   | 2018年8月13日  |
| ○    | 須貝秋彦           | 1R 3:37 三角絞め                     | SWAT!165                                                                   | 2018年5月12日  |

### アマチュア総合格闘技
| 勝敗 | 対戦相手    | 試合結果                   | 大会名                                  | 開催年月日     |
| △    | 早坂アツシ  | 3分2R終了 時間切れ         | PFC ケージファイト! 2018                | 2018年4月1日   |
| ○    | ジェイソン  | 1R 1:57 腕ひしぎ十字固め   | PFC.18 【フェザー級トーナメント決勝】   | 2017年10月1日  |
| △    | 寺田隆      | 5分2R終了 時間切れ         | PFC 青森大会                            | 2017年8月15日  |
| ○    | 洋平        | 1R 2:00 腕ひしぎ十字固め   | PFC.17 【フェザー級トーナメント一回戦】 | 2017年7月9日   |
| ×    | ジェイソン  | 1R 2:46 TKO                | PFC.16                                  | 2017年3月5日   |
| ○    | 須藤秀斗    | 1R 2:34 スリーパーホールド | PFC やれんのか! 2016                    | 2016年12月25日 |
| ○    | 狂龍        | 1R 2:31 腕ひしぎ十字固め   | PFC.15                                  | 2016年10月1日  |
| ×    | 松浦孝弥    | 2R 4:11 腕ひしぎ十字固め   | PFC.14                                  | 2016年7月24日  |
| △    | 聖闘士☆村田 | 5分2R終了 時間切れ         | PFC.13                                  | 2016年5月15日  |
| △    | 佐々木朋靖  | 5分2R終了 時間切れ         | PFC やれんのか! 2015                    | 2015年12月27日 |
| ×    | ジミー西    | 1R 8:12 アンクルホールド   | PFC.10                                  | 2015年8月15日  |
| ○    | 西川大和    | 1R 2:08 アキレス腱固め     | PFC.6                                   | 2014年6月15日  |
| ○    | 西川大和    | 1R 2:46 腕ひしぎ十字固め   | PFC.5                                   | 2014年4月20日  |
| ○    | 西川大和    | 1R 14:13 反則              | PFC.3                                   | 2013年11月3日  |

### グラップリング
| 勝敗 | 対戦相手 | 試合結果           | 大会名                                | 開催年月日    |
| △    | 庄山真司 | 5分2R終了 時間切れ | G-FIGHT.40 春の体重別トーナメント2022 | 2022年4月24日 |

## 獲得タイトル
- 初代PFCフェザー級王座（2017年）
- 初代Fighting NEXUSフェザー級王座（2021年）

### 試合映像
1. ↑  『【試合映像】鈴木千裕 vs. 山本空良 / Chihiro Suzuki vs. Sora Yamamoto - RIZIN TRIGGER 1st』RIZIN公式YouTubeチャンネル、2021年。
2. ↑  『【試合映像】新居すぐる vs. 山本空良 / Suguru Nii vs. Sora Yamamoto - RIZIN TRIGGER 2nd』RIZIN公式YouTubeチャンネル、2022年。
3. ↑  『【試合映像】中村大介 vs. 山本空良 / Daisuke Nakamura vs. Sora Yamamoto - RIZIN.34』RIZIN公式YouTubeチャンネル、2022年。
4. ↑  『【会場リングサイド目線で見る『山本空良 vs. カイル・アグウォン』【試合映像】】【Special Ring Side】湘南美容クリニック presents RIZIN.36』RIZIN公式YouTubeチャンネル、2022年。

### 補足映像
1. ↑  『【番組】RIZIN CONFESSIONS #92（※試合映像＆山本空良と新居すぐるによる試合振り返りドキュメンタリー番組）』RIZIN公式YouTubeチャンネル、2022年。
2. ↑  『【番組】RIZIN CONFESSIONS #104（※試合映像＆山本空良とウガール・ケラモフによる試合振り返りドキュメンタリー番組）』RIZIN公式YouTubeチャンネル、2022年。
3. ↑  『【番組】RIZIN CONFESSIONS #123（※試合映像＆山本空良と金原正徳による試合振り返りドキュメンタリー番組）』RIZIN公式YouTubeチャンネル、2023年。
4. ↑  『【番組】RIZIN CONFESSIONS #150（※番組内で試合映像＆山本空良とイルホム・ノジモフによる試合振り返りドキュメンタリー番組）』RIZIN公式YouTubeチャンネル、2024年。